# Berdeniella unispinosa
Berdeniella unispinosa är en tvåvingeart som först beskrevs av Tonnoir 1919.  Berdeniella unispinosa ingår i släktet Berdeniella och familjen fjärilsmyggor. Inga underarter finns listade i Catalogue of Life.